# 唐菁
唐菁（1924年—2019年），本名唐振青，又名唐治民，中華民國臺灣時期及英屬香港電影演員，河南省鄭县人。曾獲金馬獎最佳男主角。

## 生平
唐菁畢業於農村學校，曾任畜牧場的技工及管理員。1948年投考中華民國空軍，擔任空軍攝影師，後轉為地勤人員。1949年随国民政府赴台。1953年考入農業教育電影公司，被視為該時間臺灣電影界「首席小生」。1963年憑《黑夜到黎明》奪得第2屆金馬獎最佳男主角獎。
之後唐菁前往香港，並在香港定居，初期加入電影公司電懋（後稱國泰）。1966年因受個人婚姻問題影響離開國泰，轉投邵氏兄弟，邵氏時期以《鐵觀音》系列、《特警009》一類模仿占士邦風格的作品聞名。1970年代曾加入嘉禾等電影公司，亦從事幕後配音及經營進出口貿易生意。1980年代曾投資及製作電影。1990年代弃影从商。

## 感情生活
1958年唐菁在臺灣與林富美結婚。1964年同為來自臺灣的電懋新晉女星陳方被指介入唐菁的婚姻，翌年林富美向臺北地方法院提告唐菁及陳方妨害家庭及妨害名譽等罪，陳方因此事息影，唐菁的事業亦受影響，從國泰轉投邵氏。1960年代後期，林富美與唐菁離婚，並曾擔任臺中市市議員，當時她仍有指責唐菁負心。
1970年已有唐菁與陳方已結婚的報道，具體成婚年份不明。陳方於1970年代轉型為作家及影視編劇。1980年代夫婦二人曾共同投資及製作電影。
與林富美及陳方各育有一子。

## 獲獎
| 年份   | 頒獎典禮    | 獎項         | 相關作品       | 結果 |
| ------ | ----------- | ------------ | -------------- | ---- |
| 1963年 | 第2屆金馬獎 | 最佳男主角獎 | 《黑夜到黎明》 | 獲獎 |

## 幕前作品
- 關山行 (1956)...乘客學生－范述康
- 夜盡天明 (1957)
- 甘蔗姑娘 (1958)
- 殺人的情書 (1959)
- 艷福齊天 (1960)
- 天倫淚 (1961)
- 龍山寺之戀 (1962)
- 雙雄大鬧雙假面 (1962)
- 黑夜到黎明 (1963)
- 寶蓮燈 (1964)
- 聊齋誌異 (1965)
- 亂世兒女 (1966)
- 鐵觀音 (1967)
- 聊齋誌異續集 (1967)
- 特警009 (1967)
- 鐵觀音勇破爆炸黨 (1968)
- 玉羅剎 (1968)
- 飛燕金刀 (1969)
- 怒劍狂刀 (1970)
- 追擊 (1971)
- 降龍伏虎 (1971)
- 天龍八將 (1971)
- 三十六殺手 (1971)
- 黑靈官 (1972)
- 情變 (1972)
- 應召名冊 (1973)
- 黑龍 (1973)
- 香港屋簷下 (1974)
- 老夫子 (1975)
- 烏龍賊阿爸 (1975)
- 天涯明月刀 (1976)
- 點只捉賊咁簡單 (1977)
- 面懵心精 (1977)
- 金鎖匙 (1978)
- 蕭十一郎 (1978)
- 馬場風暴 (1978) 饰演 馬主汪先生
- 手銬 (1979)
- 各師各法 (1979)
- 慌失失 (1979)
- 請帖 (1980)
- 失業生 (1981)
- 俠客行 (1982)
- 先生貴姓 (1984)
- 罪惡煞星 (1991)

## 幕後作品
- 第8站 (1984) - 監製[12]

## 外部連結
- 唐菁在互联网电影资料库（IMDb）上的資料（英文）（英文）
- 在AllMovie上唐菁的頁面（英文）
- 唐菁在香港影庫上的簡介
- 唐菁在豆瓣上的资料（简体中文）
- 唐菁在时光网上的簡介（简体中文）